# Celestino Vercelli
Celestino Vercelli (Soriso, 10 agosto 1946 – Soriso, 26 novembre 2020) è stato un ciclista su strada e dirigente sportivo italiano, professionista dal 1969 al 1977.

## Carriera
Ha partecipato al Tour de France 1971 e a quello del 1976, nonché a sette edizioni del Giro d'Italia e alla Vuelta a España 1970. 
In carriera ottenne due vittorie, oltre ad un secondo posto alla Coppa Sabatini.
Nel 1969, alla Sanson-Campagnolo fu gregario di Franco Bitossi, poi nella metà degli anni settanta, fu tra i maggiori aiutanti di Gianbattista Baronchelli, sostenendolo nei Giri d'Italia dal 1974 al 1976.
Dopo il ritiro, avvenuto nel 1977, collaborò in qualità di opinionista sportivo a Telebiella, in un programma condotto dal suo amico ed ex ciclista Adriano Pella.  

## Palmarès
- 1971

Circuito di Garda
- 1974

Circuito di Langhirano

## Piazzamenti

### Grandi Giri
- Giro d'Italia

1972: 52º
1973: 65º
1974: 53º
1975: 44º